# 유레카 (만화)
《유레카》(YUREKA)는 대한민국의 게임판타지만화이다. 현재 《찬스》에서 연재 중이다. 미국과 캐나다에서는 《ID eNTITY》라는 이름으로 발매되었다.

## 등장 인물

### 주요 인물
- 로토 (장군)

메인 클래스- 화염 마법사 마스터 레벨
서브 클래스- 검사
- 유레카

메인 클래스- 검사 (?)
- 보르미르 (관수)

메인 클래스- 클레릭 마스터 레벨
서브 클래스- 전사
- 아돌 (운석)- 투 마스터

메인 클래스- 격투가 마스터 레벨
서브 클래스- 마법사 마스터 레벨

### 러브리 엔젤스
- 케이스 (강진미)

메인 클래스- 도적 마스터 레벨
- 쥬리 (이진아)

메인 클래스- 도적 마스터 레벨

### 원정대 참가자
- 아라돈- 쓰리 마스터

메인 클래스- 전격 마법사 마스터 레벨
서브 클래스- 격투가 마스터 레벨
서브 클래스- 검사 마스터 레벨
- 올리어스

메인 클래스- 궁수
- 카프리 (박정식)

메인 클래스- 전사
- 일반

메인클래스- 암흑 성직자 마스터 레벨
- 바사라

메인 클래스- 전사 마스터 레벨

### DEXON사 관계자
- 뮤리아 (심문숙)

메인 클래스- 테이머
디버그 캐릭터
- 정명균
- 박순철
- 김 전무

길로인 위원장
- 미화
- 권 실장
- 지숙
- 미엘라
- 장 실장

### 마왕군
- 대마왕 캐스트

무한 재생의 마왕
(사장이 플레이한 캐릭터)
- 네오지아

마왕군 사천왕 중 하나 -격투가
재하가 프로그램한 신호를 캐치하는 A.I. 캐릭터.
훗날에 드래곤 랜드에 있게된다
- 프레스테니아

마왕군 사천왕 중 하나 - 테이머
뮤리아가 플레이하는 캐릭터
- X·케이스

마왕군 사천왕 중 하나 - 마법사 + 전사 (?)
김전무가 플레이하는 캐릭터
- 큐브

마왕군 사천왕 중 하나 - 마법사
터렛 타워의 켄타로우스의 A.I.를 그대로 따온 캐릭터
현재 뇌사한 사람의 인격체라 추정중

### 그외 1부캐릭터
- 류가

메인 클래스- 격투가
자칭 염권 류가라 칭함
- 미첼

메인 클래스- 검사
로우를 따라다니는 잡 캐릭
- 피리
- 오르가시아

메인 클래스- 위치 마스터 레벨
마왕군 대전에 참가
- 라파 (윤다빈)

메인 클래스- 프리스트
가디언인 쟌을 무지 아낌
- 쟌

메인 클래스- 어쌔신
라파의 가디언
- 로우 (황준석)

메인 클래스- 검사 마스터 레벨
서브 클래스- 격투가
여기 저기 등장하는 꽤 비중 있는 캐릭터
- 알파 (성운하)

메인 클래스- 어쌔신
서브 클래스- 도적
서브 클래스- 격투가
서브 클래스- 클레릭
서브 클래스- 검사
서브 클래스- 마법사
서브 클래스- 알케미스트
아돌의 형
잡탕 캐릭 치고는 무지 강함
자신은 닌자라 불리기 원함
- 발티스

메인 클래스- 네크로맨서
그냥 잡캐릭
- 츄바카

메인 클래스- 전사
발티스와 함께 하는 잡캐릭
- 장미

장군의 동생
- 장군 엄마

마감 히스테리가 있는 소설가

### 드래곤 랜드
- 아이조엔
- 타블렌
- 환
- 지가
- 퓨안
- 카즈발
- 레미
- 세이더스
- 이루힌
- 던힐 형제
- 말고로
- 검은 삼열성

### 그외 2부 캐릭터
- 지존짱 (제갈치)
- 엘카 (설희)
- 재하
- 미레뉴 (진영)
- 크류나드
- 하타

### 3부 이후의 캐릭터
- 파넬리나
- 반
- 슬레이안
- J
- 마이클